# 索厄島 (聖基爾達群島)
索厄島是蘇格蘭的島嶼，位於北尤伊斯特島西北64公里的大西洋海域，屬於聖基爾達群島的一部分，面積0.99平方公里，最高點海拔高度378米，島上無人居住。
57°49′44″N 8°38′0″W / 57.82889°N 8.63333°W